# Diego de Riaño

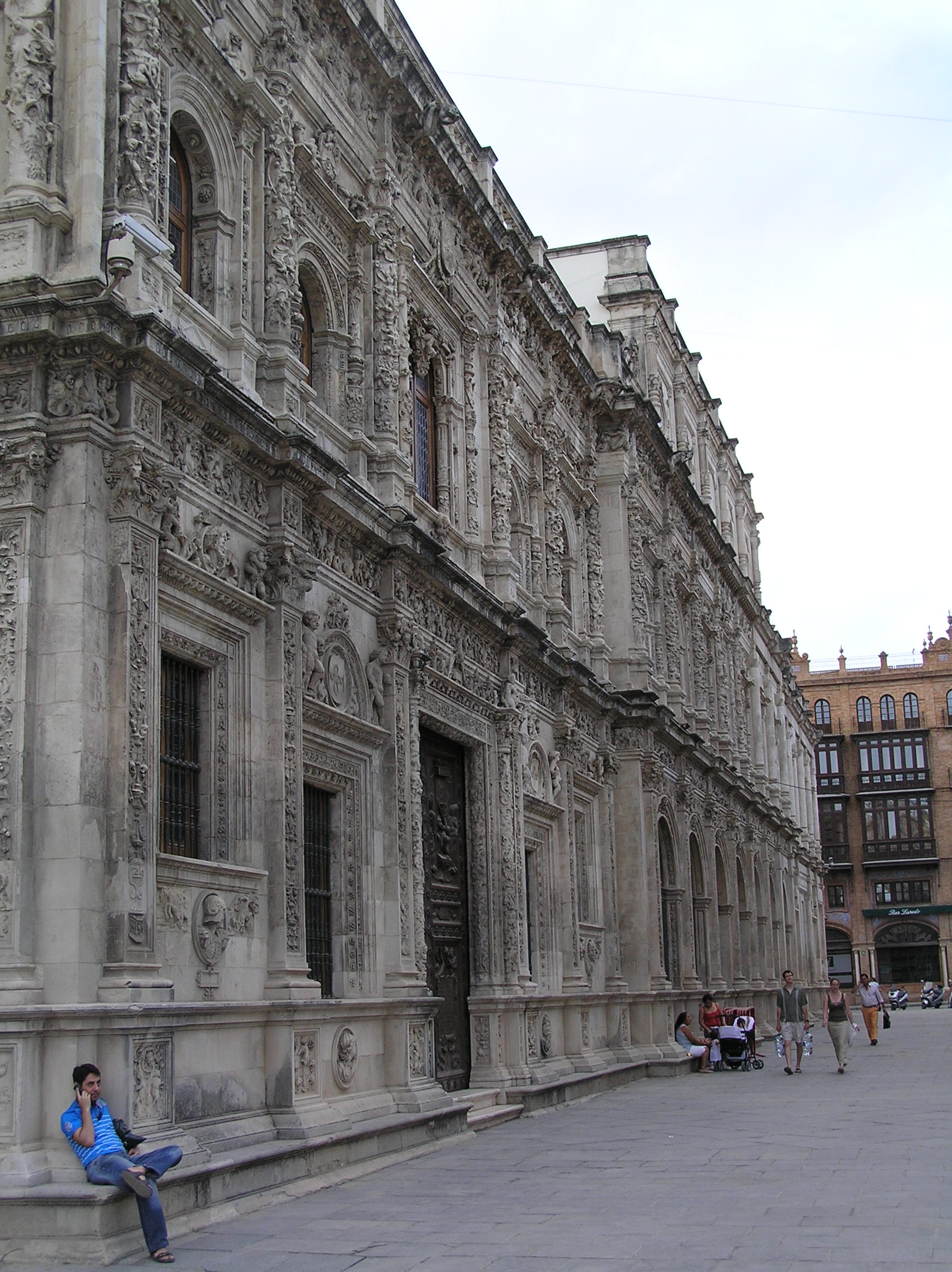
Façana de l'Ajuntament de Sevilla a la Plaça de Sant Francesc obra de Diego de Riaño

Diego de Riaño (La Trasmiera, Cantàbria? - 1534) va ser un arquitecte espanyol del renaixement, conegut principalment per les seves obres en estil plateresc.

## Biografia

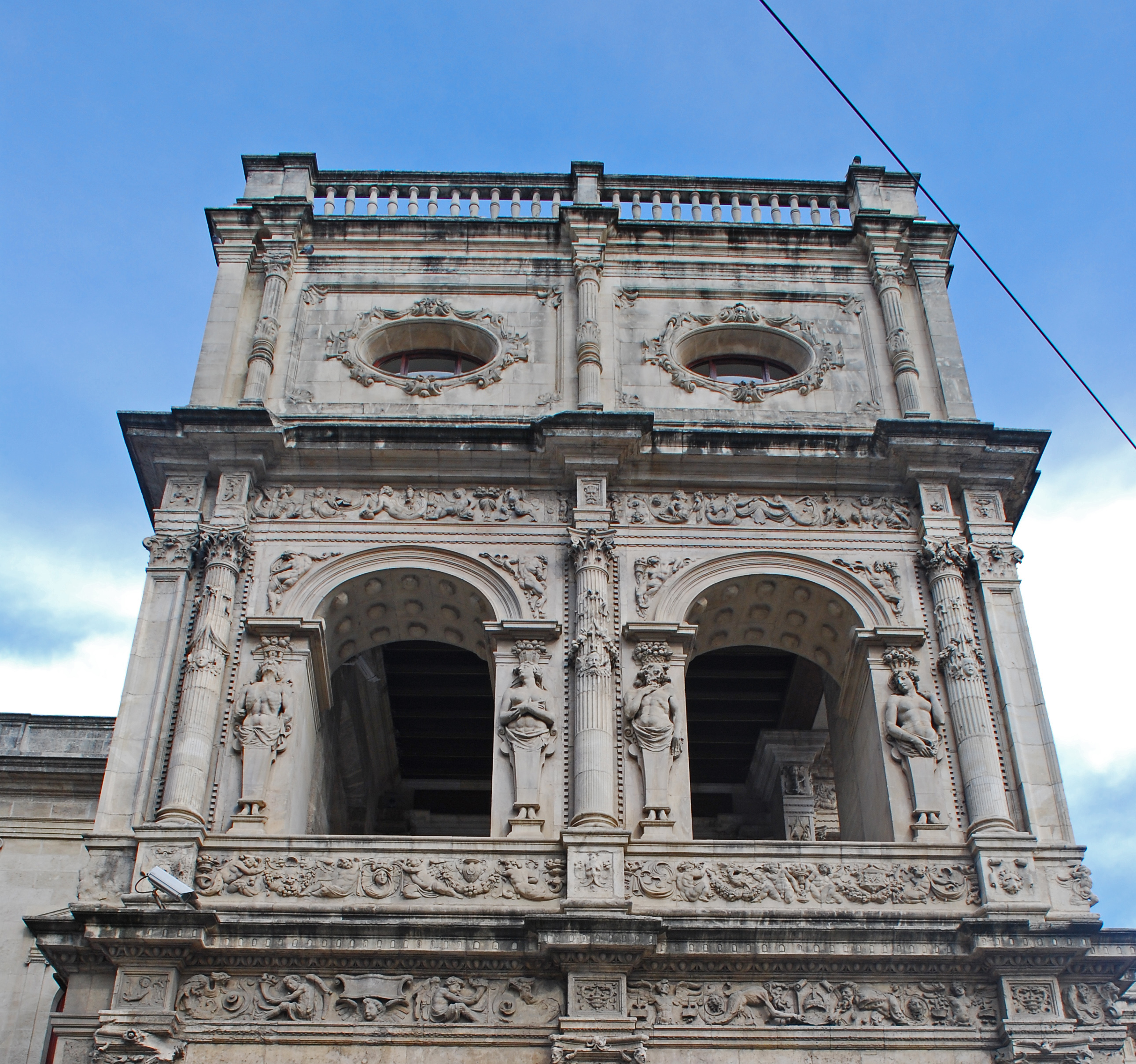
Detall de la façana de l'Ajuntament de Sevilla

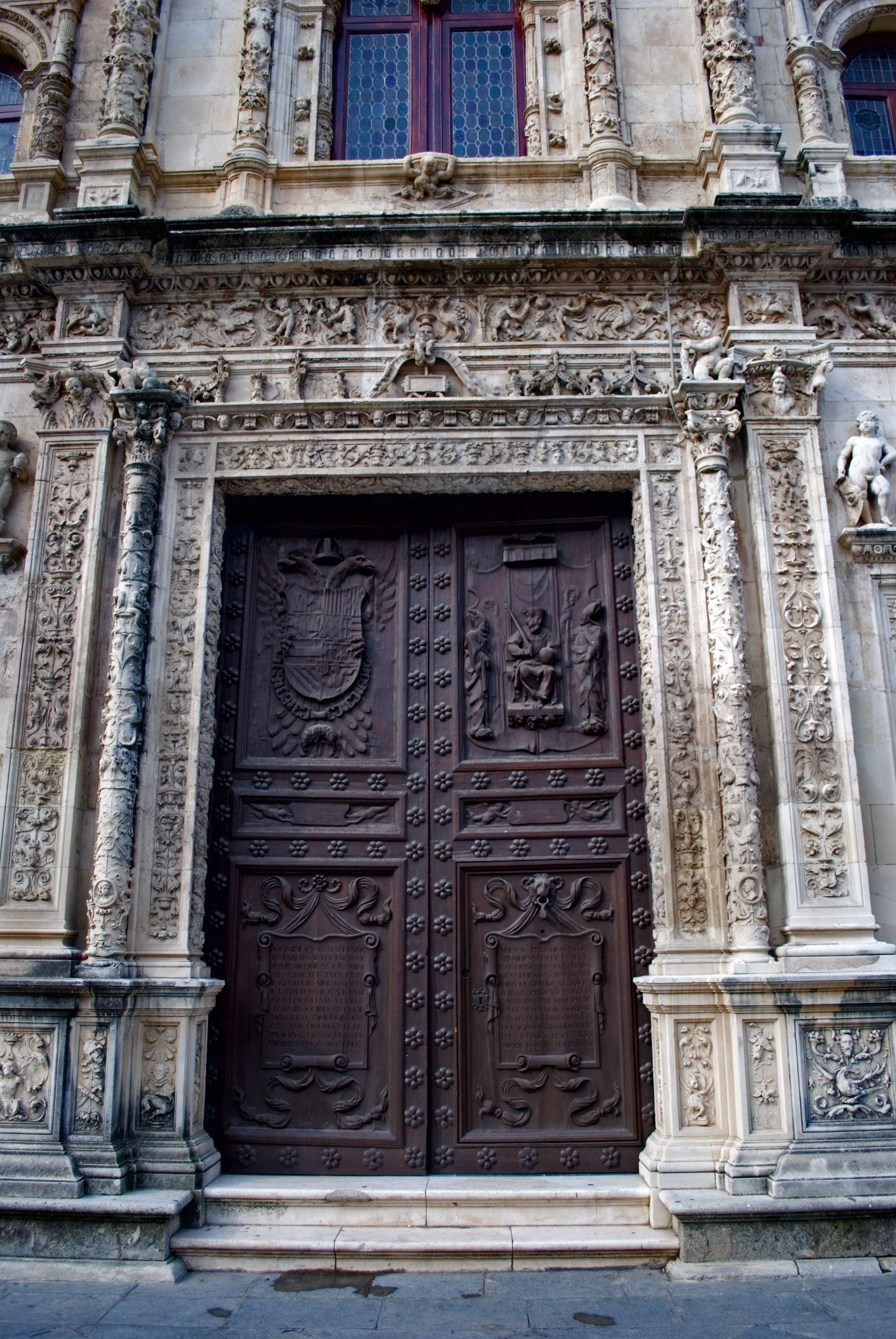
Detall de la façana de l'Ajuntament de Sevilla

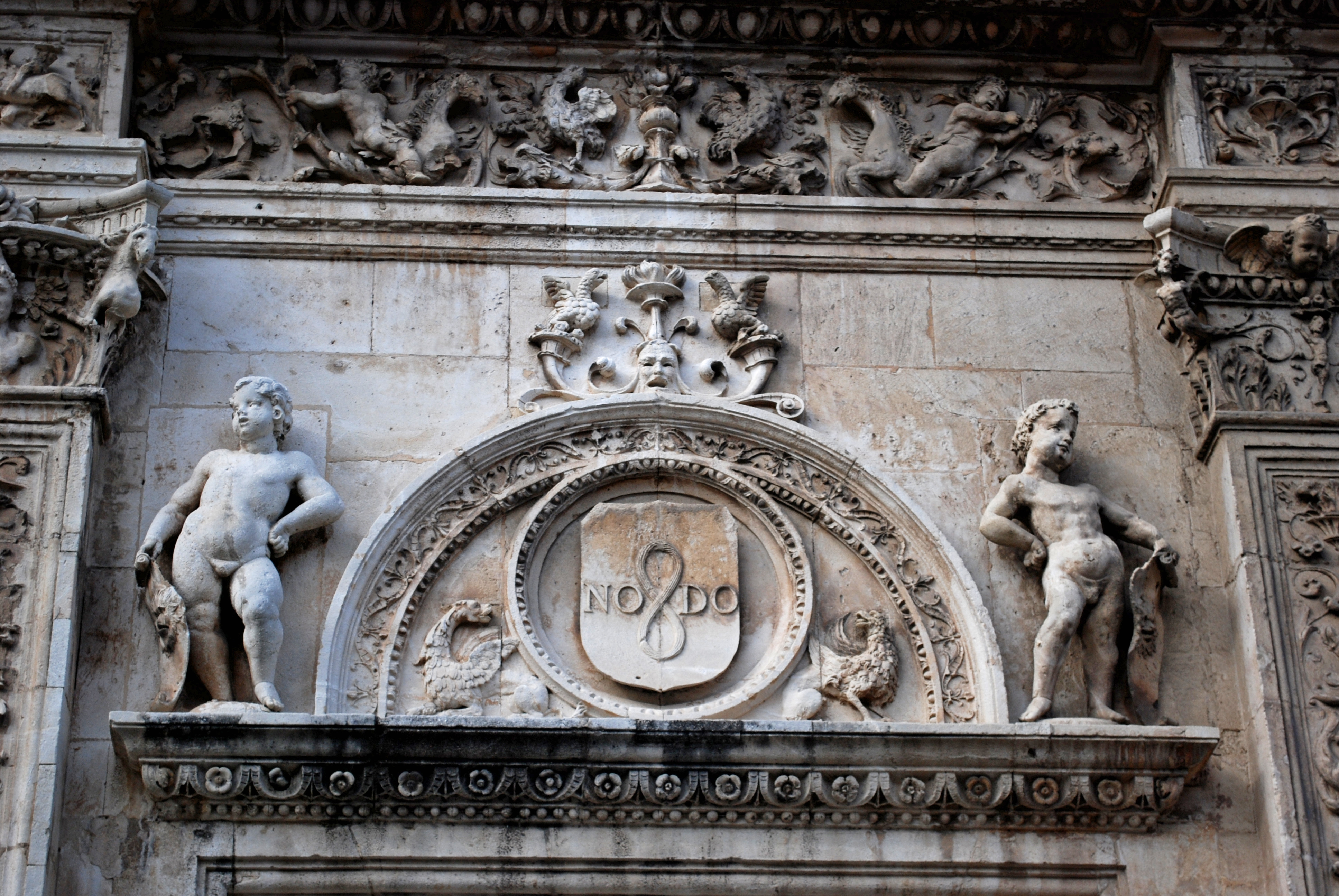
Detall de la façana de l'Ajuntament de Sevilla

Neix a en data no coneguda i se'l documenta a la ciutat de Sevilla des de l'any 1523. Anteriorment a aquesta data poc se'n sap d'ell. Va començar com a picapedrer i el 1517 mata a un company al taller de la Catedral, fugint a Lisboa, per no tornar fins a 1523 Hi ha notícies que va començar la Col·legiata de Valladolid al juny de 1527, el mateix any on apareix dirigint les Cases Consistorials de Sevilla.
A l'any següent és anomenat mestre major de la catedral sevillana, repartint la seva activitat des d'aleshores entre aquesta ciutat i Valladolid, on va morir el 1534, estant per tant escàs el temps en què va desenvolupar la seva activitat arquitectònica.
Com a mestre major de la Catedral de Sevilla les seves primeres ocupacions consisteixen a acabar algunes obres iniciades pels seus antecessors, i entre elles, les capelles d'alabastre dels costats del cor, on va treballar Juan Gil de Hontañón.
A la «Sagristia dels Calzes» havien intervingut Alonso Rodríguez i el mateix Hontañón, sent després replantejada per Riaño el 1530, englobant-la al conjunt d'edificacions que ocuparia l'angle del sud-est de la catedral.
A la Sagristia Major, lliure de treballs gòtics anteriors, demostra Riaño el seu domini professional, apartant-se d'esquemes tradicionals i recorrent al tema dels espais centralitzats. Entre els seus elements constructius destaquen les columnes acanalades, amb grotescs i entorxades, per ésser les primeres de caràcter monumental de l'arquitectura sevillana, així com les finestres el·líptiques, autèntica novetat a la construcció espanyola.
També la gran volta semiesfèrica extradossada i la seva decoració clàssica, així com el monumental mur que serveix de façana a la Sagristia i dependències veïnes paret per paret, la primera façana renaixentista religiosa d'orde gegant de l'art sevillà.
L'ajuntament de Sevilla es comença a construir a la fi de 1526 segons els traçats del mateix Riaño, en el que suposa el primer edifici públic renaixentista de la ciutat. Es projecta en llenguatge clàssic carregat d'alt contingut simbòlic, emprant elements estructurals ornamentats amb una rica i delicada decoració de grotescs i una selecta iconografia. Entre el millor del conjunt destaca el basament en el qual es recolza l'edifici, el rigor a la composició i les acurades proporcions, amb un interior on sobresurten el Baixador i la Sala Capitular, que presenta una superba volta cassetonada amb figures de reis. En aquest projecte va treballar Riaño fins a 1534, any de la seva defunció.
Des del seu nomenament com a mestre més gran de l'arquebisbat sevillà, Riaño treballa a nombroses esglésies fora de Sevilla. Se sap que va intervenir a l'Església de Santa Maria de l'Assumpció (Aracena), Església de Santa Maria de l'Assumpció d'Arcos de la Frontera, l'Església de Nostra Senyora de l'Assumpció d'Aroche, a l'Església de Santa Maria de l'Assumpció de Carmona i a l'Església de Sant Andreu d'Encinasola, encara que la desaparició i reforma de molts temples al llarg del temps impedeixen de valorar la seva actuació. També s'ha d'esmentar la seva intervenció en la Col·legiata de Nostra Senyora de l'Assumpció d'Osuna, la portada central de la qual dels peus, datada el 1533, presenta notables relacions amb la seva producció.
Després de la seva mort, els seus treballs a l'Ajuntament i a la Catedral van ser continuats pels qui fins aleshores havien estat els aparelladors de les mencionades obres: Juan Sánchez i Martín de Gainza, respectivament.